# 3371 Giacconi
3371 Giacconi (1955 RZ) là một tiểu hành tinh vành đai chính được phát hiện ngày 14 tháng 9 năm 1955 bởi Evan Cutler Wattles ở Đài thiên văn Goethe Link ở Brooklyn.